# Kertaraharja (Cikembar)
Kertaraharja is een bestuurslaag in het regentschap Sukabumi van de provincie West-Java, Indonesië. Kertaraharja telt 6462 inwoners (volkstelling 2010).